# Atoconeura eudoxia
Atoconeura eudoxia е вид водно конче от семейство Libellulidae. Видът не е застрашен от изчезване.

## Разпространение
Разпространен е в Кения и Уганда.